# Episodi di LEGO Ninjago (undicesima stagione)
La stagione Segreti dello Spinjitzu proibito è la prima stagione del nuovo ciclo della serie animata Ninjago, senza il sottotitolo delle precedenti dieci stagioni Masters of Spinjitzu. Questa stagione e le successive non vengono più numerate, ma vengono catalogate semplicemente in base al loro titolo, poiché costituiscono un nuovo ciclo della serie, perché hanno uno studio di animazione diverso e gli episodi durano 11 minuti, rispetto alle stagioni precedenti dove la tempistica era di 22 minuti. Tuttavia, questa stagione è considerata dalle emittenti televisive come prima stagione del ciclo 2019-2022 di Ninjago.
La stagione è la prima che viene animata da WildBrain ed è composta da 30 episodi ed è divisa in due parti: i primi 15 episodi costituiscono il capitolo del fuoco, mentre i restanti 15 costituiscono il capitolo del ghiaccio.
Negli Stati Uniti il capitolo del fuoco è iniziato il 22 giugno 2019 ed è finito il 10 agosto 2019. Il capitolo del ghiaccio è uscito dal 14 dicembre 2019 fino al 1º febbraio 2020.
In Italia la stagione è iniziata con il capitolo del fuoco dal 20 ottobre 2019 fino al 27 ottobre 2019, mentre il capitolo del ghiaccio è uscito dall'11 gennaio 2020 fino al 3 febbraio 2020.
Segreti dello Spinjitzu proibito segue le vicende che accadono dopo la decima stagione di Ninjago: Masters of Spinjitzu e precede le vicende della successiva stagione Prime Empire.
La stagione comincia con i ninja rammolliti dopo aver sconfitto gli oni e costretti dal maestro Wu a cercare una missione. Si avventurano in una piramide dove liberano una potente maga serpentina di nome Aspheera, antagonista del capitolo del fuoco, che verrà sconfitta ma che tuttavia spedirà Zane nel Non-Regno. Il capitolo del ghiaccio comincia con i ninja che si inoltrano nel Non-Regno alla ricerca del loro amico, dovendo fare i conti, però, con l'Imperatore di Ghiaccio.
La stagione è disponibile su Netflix in Italia.
| nº                    | Titolo originale                   | Titolo italiano                   | Prima TV USA       | Prima TV Italia    |
| Capitolo del fuoco    | Capitolo del fuoco                 | Capitolo del fuoco                | Capitolo del fuoco | Capitolo del fuoco |
| --------------------- | ---------------------------------- | --------------------------------- | ------------------ | ------------------ |
| 1                     | Wasted True Potential              | Vero potenziale sprecato          | 22 giugno 2019     | 20 ottobre 2019    |
| 2                     | Questing for Quests                | In cerca di missioni              | 22 giugno 2019     | 20 ottobre 2019    |
| 3                     | A Rocky Start                      | Un inizio difficile               | 29 giugno 2019     | 21 ottobre 2019    |
| 4                     | The Belly of the Beast             | Il ventre della bestia            | 29 giugno 2019     | 21 ottobre 2019    |
| 5                     | Boobytraps and How to Survive Them | Trappole mortali e come scamparla | 6 luglio 2019      | 22 ottobre 2019    |
| 6                     | The News Never Sleeps              | Le notizie non dormono mai        | 6 luglio 2019      | 22 ottobre 2019    |
| 7                     | Ninja vs Lava                      | Ninja vs Lava                     | 13 luglio 2019     | 23 ottobre 2019    |
| 8                     | Snaketastrophy                     | Serpentastrofe                    | 13 luglio 2019     | 23 ottobre 2019    |
| 9                     | Powerless                          | Senza poteri                      | 20 luglio 2019     | 24 ottobre 2019    |
| 10                    | Ancient History                    | Una storia antica                 | 20 luglio 2019     | 24 ottobre 2019    |
| 11                    | Never Trust a Human                | Non fidarti mai di un umano       | 27 luglio 2019     | 25 ottobre 2019    |
| 12                    | Under Siege                        | Sotto assedio                     | 27 luglio 2019     | 25 ottobre 2019    |
| 13                    | The Explorer's Club                | Il Club degli Esploratori         | 3 agosto 2019      | 26 ottobre 2019    |
| 14                    | Vengeance is Mine!                 | La vendetta sarà mia              | 3 agosto 2019      | 26 ottobre 2019    |
| 15                    | A Cold Goodbye                     | Un gelido addio                   | 10 agosto 2019     | 27 ottobre 2019    |
| Capitolo del ghiaccio |                                    |                                   |                    |                    |
| 16                    | The Never-Realm                    | Il Non Regno                      | 14 dicembre 2019   | 11 gennaio 2020    |
| 17                    | Fire Maker                         | Dio del fuoco                     | 14 dicembre 2019   | 11 gennaio 2020    |
| 18                    | An Unlikely Ally                   | Un improbabile alleato            | 14 dicembre 2019   | 12 gennaio 2020    |
| 19                    | The Absolute Worst                 | Il più crudele di tutti           | 21 dicembre 2019   | 12 gennaio 2020    |
| 20                    | The Message                        | Il messaggio                      | 21 dicembre 2019   | 18 gennaio 2020    |
| 21                    | The Traveler's Tree                | L'Albero del Viaggiatore          | 28 dicembre 2019   | 18 gennaio 2020    |
| 22                    | Krag's Lament                      | Il lamento di Krag                | 28 dicembre 2019   | 19 gennaio 2020    |
| 23                    | Secret of The Wolf                 | Il segreto del lupo               | 4 gennaio 2020     | 19 gennaio 2020    |
| 24                    | The Last of the Formlings          | L'ultimo dei mutanti              | 4 gennaio 2020     | 25 gennaio 2020    |
| 25                    | My Enemy, My Friend                | Nemico, amico                     | 11 gennaio 2020    | 25 gennaio 2020    |
| 26                    | The Kaiju Protocol                 | Il protocollo Kaiju               | 18 gennaio 2020    | 26 gennaio 2020    |
| 27                    | Corruption                         | Corruzione                        | 18 gennaio 2020    | 26 gennaio 2020    |
| 28                    | A Fragile Hope                     | Una fragile speranza              | 25 gennaio 2020    | 2 febbraio 2020    |
| 29                    | Once and for All                   | Una volta per tutte               | 1 febbraio 2020    | 3 febbraio 2020    |
| 30                    | Awakenings                         | Risvegli                          | 1 febbraio 2020    | 3 febbraio 2020    |

## Vero potenziale sprecato
Zane fa un incubo in cui delle serpentine di fuoco attaccano la città è un uomo di ghiaccio, dall’aspetto malvagio, lo cattura con un drago imponente. Al suo risveglio il nindroide capisce che quella era una visione e non un semplice sogno.

Intanto, mesi dopo avere sconfitto gli Oni, i ninja hanno iniziato a rilassarsi e a diventare rammolliti, pigri e negligenti. Per tutto il giorno, giocano ai videogiochi, dormono e fanno il bagno in una vasca idro-massaggio che, in realtà, è una sacra campana del monastero. Il maestro Wu, stufo del comportamento dei suoi allievi, inizia a metterli alla prova, per rimetterli in riga. Tuttavia i ninja, stanchi di essere presi di mira dal loro maestro, decidono di andare a parlare con lui, per risolvere la questione. Il maestro Wu chiede loro di sfidarlo per provare che sappiano ancora combattere. I ninja, però, perdono malamente e capiscono, finalmente, che non sono più in forma.

## In cerca di missioni
Rendendosi conto di essere diventati rammolliti i ninja cercano una missione per riprendere il loro addestramento e rimetterei in forma. Per farlo,cercano cattivi da combattere ma perro dal momento che hanno ucciso 10 di loro : samukai, kozu, cryptor, chen, morro ,harumi, mister e , overlord , omega e clouse rimangono 7 cattivi : meccanico, capitano soto , killow,  ultra violet, Pythor , il barone di ferro e garmadon ma però il meccanico, capitano soto ,killow e ultra violet sono nella prigione di Kryptarium, il barone di ferro e nel primo regno e imprigionato nella roccia fusa e non ci conoscono le posizioni di Pythor che di garmadon cosi cercano di cooperare con la polizia nella lotta al crimine. Chiedono, quindi, aiuto al commissario, ma, purtroppo, Ninjago City sta vivendo un periodo di rara tranquillità.
Così restano tutto il giorno nella stazione di polizia, nella speranza che arrivi qualche avviso di soccorso. Tuttavia, non c'è nessuna missione che li soddisfi, quindi, decidono di aiutare l'ufficiale Tommy a riordinare degli schedari. Alla fine della giornata, i ninja tornano al monastero, stanchi e delusi. Quando, però, accendono la TV, al notiziario scoprono della recente scoperta di Clutch Powers di una piramide antica. Perciò preparano le valigie e decidono di andare in esplorazione con lui.

## Un inizio difficile
Per andare in missione P.I.X.A.L. regala ai ninja i nuovi veicoli costruiti negli ultimi sei mesi, nel nuovo quartier generale sotto il monastero. In particolare offre ai suoi amici la possibilità di guidare il bounty di terra, un nuovo veicolo veloce con cui poter viaggiare in fretta.

Arrivati ai saluti, i ninja si recano verso la piramide, nel deserto della sventura. Qui fanno conoscenza con Beoberny, uno scarabeo gigante, venerato in passato da una tribù antica. Lo scarabeo gigante si rivela pericoloso e attacca il bounty di terra, rompendone una parte. Quindi, per mettersi al sicuro, i ninja si fermano su una roccia, dove Beoberny non può arrivare. Capiscono in quel momento di essere bloccati in mezzo al deserto.

## Il ventre della bestia
Zane rivela agli altri che, per riparare il Bounty di terra, devono recuperare un componente fondamentale del motore, che è stato inghiottito dallo scarabeo gigante.
I ninja comprendono, quindi, che l'unico modo per recuperare il pezzo è entrare nel ventre di Beoberny. Dopo avere fatto a sorte a entrare nello stomaco della creatura spetta proprio a Zane.

Il nindrode, legato a una corda, attira con un rumore lo scarabeo gigante, che apre le fauci e lo inghiotte. Zane sviene e fa ancora il sogno della serpentina di fuoco e del regno di ghiaccio. Tuttavia, quando si risveglia, avvisa via radio i suoi amici di avere trovato il componente del motore. Tutti insieme lo liberano e scappano via dal deserto.

## Trappole mortali e come scamparla
I Ninja arrivano da Clutch Powers e cercano di convincerlo a entrare nella piramide. L'esploratore, però, si rifiuta, affermando che non fa esplorazioni da anni. Tuttavia, una chiamata dal Club degli Esploratori, un'associazione di archeologi e avventurieri, gli rivela che la sua tessera associativa è stata revocata. Per questo Clutch si convince ed entra nella piramide con i ninja.

Dopo avere attraversato molte trappole i ninja giungono in una stanza con dei geroglifici. Zane li traduce e capisce che la piramide è la prigione della serpentina che aveva sognato. Purtroppo non avvisa in tempo gli altri che, per sbaglio, la liberano.

La serpentina si chiama Aspheera ed esige vendetta contro colui che l’ha fatta imprigionare. Per uscire dalla piramide prende i poteri del fuoco di Kai e incatena i ninja, che scoprono, inoltre, che la serpentina sa fare lo Spinjitzu. Dopodiché Aspheera esce fuori e si dirige verso Ninjago City.

## Le notizie non dormono mai
Un ragazzino di nome Nelson fa squadra con Antonia nel suo primo giorno da giornalista. Mentre cercano di consegnare i documenti intorno all'attacco delle Pyro vipere su Ninjago City, ricevono un messaggio che dice che i Ninja sono nei guai. Nelson convince Antonia ad aiutarlo ad avvertire il Maestro Wu.

## Ninja vs Lava
I Ninja sono intrappolati nella piramide e cercano di scappare, ma incontrano lava invadente e trappole lungo la strada. Presto capiscono che la loro mancanza di coordinamento come squadra potrebbe rivelarsi mortale e lavorare insieme per sfuggire alla piramide. Tuttavia, quando le cose si fanno molto difficili, i Ninja vengono salvati da P.I.X.A.L., che racconta loro dell'attacco delle Pyro vipere a Ninjago City.

## Serpentastrofe
Mentre le Pyro vipere attaccano Ninjago City, i giornalisti trasmettono l'evento che è diventato noto come Serpentecatastrofe. Nel frattempo, Aspheera viene a conoscenza della Pergamena dello Spinjitzu Proibito e parte per il Museo di Storia di Ninjago, mentre i Ninja raggiungono la città e combattono le Pyro vipere.

## Senza poteri
I Ninja si precipitano al museo per recuperare il rotolo prima che cada nelle mani di Aspheera, ma allo stesso tempo arrivano e combattono per il rotolo. Il suo potere supera Lloyd, ma Aspheera acquisisce la pergamena e intrappola il Ninja. Un fan di nome Jake spinge Kai, ora impotente, a non arrendersi mai e a salvare i suoi amici.

## Una storia antica
Mentre Aspheera cerca di vendicarsi dell'"Ingannatore traditore" che l'ha tradita, i Ninja vanno sottoterra in cerca delle serpentine per ricevere informazioni. Lì fanno una scoperta che li porta a credere che Garmadon sia l'"ingannatore traditore", ma Wu li corregge rivelando di essere lui stesso il traditore.

## Non fidarti mai di un umano
Il maestro Wu racconta ai ninja il motivo per il quale viene considerato un traditore da Aspheera: la storia inizia con Wu e Garmadon decidono di visitare la valle delle serpentine proibita disobbedendo al padre. In questo modo rompono una pace, e vengono catturati dalla Serpentine, ma vengono rilasciati da Aspheera con la promessa di insegnarle i segreti dello Spinjitzu. Wu mantiene la sua promessa e le insegna, ma lei usa il potere per conquistare la sua tribù. I due fratelli usano le Pergamene dello Spinjitzu Proibito per rovesciare Aspheera, che è sepolta per le sue azioni. Quando Aspheera chiede a Wu di liberala, lui si rifiuta non fidandosi più. Da qual momento Aspheera considera Wu un traditore.

## Sotto assedio
Avendo appreso che il Maestro Wu è l'"Ingannatore traditore", i Ninja si trovano sotto assedio al Monastero, cercando di proteggere Wu da Aspheera. Le Pyro vipere riescono a entrare nel Monastero, ma Ninja, P.I.X.A.L. e Wu si nascondono nella base sotterranea.

## Il Club degli Esploratori
Gli altri Ninja vengono a sapere dell'esistenza di una seconda Pergamena dello Spinjitzu Proibito da Clutch Powers e cercano di entrare nel Club degli Esploratori per ottenerlo, andando in conflitto con il manager del club e irritando i membri. Alla fine, ottengono la pergamena, ma distruggono l'edificio del club.

## La vendetta sarà mia
Aspheera irrompe nella base sotterranea e affronta Wu, ma gli altri Ninja arrivano con la seconda pergamena e combattono. I Ninja alla fine la sconfiggono grazie a zane che congela 2 pyrovipere , Aspheera che torna normale cioe blu e il resto del suo esercito ecceto Char che è fuggito prima della battaglia , ma lei tenta un ultimo attacco contro Wu ma Zane si mette davanti e Aspheera lo colpisce con la sua pergamena. Sebbene i Ninja credono che Zane sia morto, Wu scopre da Aspheera chiusa nella prigione di Kryptarium nella vecchia cella di garmadon, che è stato imprigionato,che la sua vendetta non consisteva nel uccidere ma voleva che lui soffrisse come lei solo molto peggio e che Zane è stato bandito in un regno lontano e remoto chiamato Non-Regno.

## Un gelido addio
Avendo appreso che Zane non è morto da Aspheera, ma è stato solo esiliato nel Non-Regno, il Maestro Wu si prepara a entrarci, ma anche i Ninja vogliono venire. Quando Wu glielo nega, prendono la situazione nelle loro mani e lo sfidano. Tuttavia, Wu usa la Pergamena dello Spinjitzu Proibito per impedire ai Ninja di andarsene. Tuttavia, i Ninja lo sconfiggono e si recano nel Non-Regno, prima che Wu li avverta che non c'è modo di tornare indietro: il motivo per cui è chiamato Non-Regno!

## Il Non Regno
I Ninja arrivano nel Non Regno ma atterrano in modo sbagliato causando la distruzione del Baunti. Cole affidato a possedere il tè del viaggiatore, lo dimentica nella baunti e togliendo ogni speranza ai ninja di tornare. Questo fa arrabbiare gli altri ninja che cercano di trovare riparo mentre i lupi li attaccano, ma gli abitanti del villaggio li salvano e li portano al loro villaggio. Uno di loro racconta ai Ninja dell'Imperatore di Ghiaccio e che Zane è stato catturato e si trova nel palazzo dell'Imperatore. Nel frattempo, Vex, il consigliere del palazzo di ghiaccio, dice all'Imperatore che sono arrivati degli estranei e si prepara ad attaccare i ninja.

## Dio del fuoco
I ninja e gli abitanti del villaggio si preparano a combattere il Samurai Blizzard. Mentre combattono, Lloyd e Cole si rendono conto che alcuni di loro sono fatti di ghiaccio e altri erano persone corrotte. Grimfax, il loro generale, spegne il fuoco del focolare. Tuttavia, dopo avere sconfitto il Samurai Blizzard, Kai cerca di accendere il fuoco, usando i suoi poteri elementali credendo in se stesso e riesce a ripristinare il Fuoco del Focolare, guadagnandosi il titolo di "Dio del fuoco".

## Un improbabile alleato
I Ninja aiutano gli abitanti del villaggio a costruire armi nel caso in cui il Samurai Blizzard ritorni di nuovo. Lloyd inizia il suo viaggio da solo verso il castello di ghiaccio con il mech tracker Titan che Nya gli dà per trovarlo. Sulla sua strada, viene attaccato dai lupi, ma uno di loro non sembra intenzionato ad attaccarlo e costringe gli altri lupi a ritirarsi. Più tardi, Lloyd cade in un'imboscata dal Samurai della Tormenta, ma riesce a evitarli. Arriva al Land Bounty, trovandolo danneggiato dal gelo, il lupo che ha costretto gli altri ad allontanarsi stranamente lo segue e rimane con lui. Il tracker individua il mech, dando a Lloyd la speranza di trovare Zane.

## Il peggiore in assoluto
Intanto a Ninjago quando Ultra Violet scopre che i Ninja sono scomparsi, lei e il Meccanico pianificano di scappare dalla prigione. Nella via di fuga, iniziano a discutere su chi sia il peggior ninja in assoluto. Presto vengono interrotti da Fugi-Uccellino, un famigerato criminale. I 3 continuano a parlare lungo il percorso ultra violet pensa che il peggiore ninja sia zane racconta a modo suo in stile anime gli eventi di destino verde qundo lei e I figli di garmadon stavano circordando lyod e nya ma a differenza in ciò che e successo in realtà lyod e nya si arrendono umiliamente ma zane arriva su un jet e lei e zane combattono finche zane trasformato in ragno la congelata e la buttata giu anche se Fugi-Uccellino ricorda I veri eventi che lyod e nya non si sono arresi , lei e zane non hanno lottato infatti zane la congelata subito e zane non pilotava un jet ma cavalcava un drago ma ultra violet dice che sono bugie invece il meccanico pensa che nya e la peggiore ninja sia anche lui racconta in stile anime che un giorno stava guidando il suo noodle truk del crimine e rapinava ma poi nya e arrivata e lo accusa di furto e pubblicità ingannevole riconddandogli che il suo camion non vende noodle poi riesce a scappare con il bottino ma nya con un idrante lo colpisce di acqua poi dice che gli piace il furgone ed e anche più bella della sua moto e lo ruba ma ultra violet dice che non e vero e Fugi-Uccellino nya e non ruberebe un veicolo neanche ai cattivi e Fugi-Uccellino pensa che jay sia il peggior ninja in un altro racconto stile anime in quali lui stava rapinando una banca e mentre andava in volo kai , lyod e cole che volavano sui loro deltaplani ma lui li ha abbatuti ma poi è arrivato jay in sella a un fulmine lo ha sconfitto con una kameameha fulmine e poi la portato legato con corde fulmini ma poi ultraviolet emeccanico dicono che quello di Fugi-Uccellino e proprio inventato perché jay non cavalcava fulmini e non usa le kameameha e ne corde di fulmini. Una volta che sono riusciti a scappare, PIXAL li cattura e vengono rigettati nelle loro celle.

## Il messaggio
Nel Non-Regno, Cole racconta la storia di come Wu e Zane hanno affrontato Aspheera. Nel frattempo, Lloyd e "Red" (il lupo che lo ha salvato) cercano il Titan Mech, ma improvvisamente un'aquila li attacca. Lloyd e Red entrano in una grotta per mettersi al sicuro. Si rendono conto che il Titan Mech era tenuto lì. Lloyd trova un messaggio di Zane con una sua dichiarazione d'amore verso P.I.X.A.L., ripara il mech e finalmente lui e Red escono.

## L'Albero del Viaggiatore
Cole, per farsi perdonare dagli amici per avere perso il tè del viaggiatore, scala la montagna alla ricerca dell'Albero del viaggiatore dove crescono i fiori per creare il tè, ma cercando si perde. Sulla montagna viene avvisato da due scalatori che l'albero è protetto da Krag, uno yeti molto cattivo.

## Il lamento di Krag
Jay e Nya stavano salendo sulla montagna per andare a cercare Cole. Cole finisce in una grotta dove trova Krag, lo yeti considerato dagli abitanti del villaggio cattivo. Cole però si rende conto che Krag non vuole ferirlo o fargli del male. Krag mostra infatti a Cole dov'è l'albero del viaggiatore e lo trovano. Jay e Nya incontrano Cole, che dice loro che Krag voleva aiutarlo.

## Il segreto del lupo
Lloyd e Red intraprendono il viaggio per trovare Zane. Nel frattempo, un fulmine lì colpisce, scatenando la creazione di un grosso robot con cui combattono. Red rimane ferito, quindi Lloyd lo porta in un posto sicuro. Lloyd si addormenta e quando si sveglia si ritrova accanto una ragazza di nome Akita venuta fuori dal nulla. Akita cerca di dire a Lloyd che è solo una mutaforma ed era lei il lupo.

## L'ultimo dei mutanti
Akita racconta la sua storia a Lloyd: Akita e suo fratello Kataru vanno da soli nella foresta per scoprire e ottenere i loro poteri mutaforma, ed entrambi li trovano. Nel frattempo, Boreal, Vex e l'Imperatore di Ghiaccio congelano il loro villaggio. Quando Akita e Kataru arrivano, Boreal congela Kataru. Secondo Akira suo fratello ha perso la vita ed è l'unica mutaforma rimasta nel Non-Regno.

## Nemico, amico
Boreal colpisce ancora e devasta il villaggio del Pescatore di ghiaccio, costringendo i Ninja a inseguire Lloyd. Lloyd e Akita intraprendono il loro viaggio per trovare Zane, ma vengono interrotti da Boreal, quindi Lloyd e Akita lo combattono. Lloyd però rimane ferito durante il combattimento e viene portato al Palazzo dove viene mostrato all'Imperatore di Ghiaccio, che Lloyd capisce essere Zane

## Il protocollo Kaiju
A Ninjago City, Wu e P.I.X.A.L. tentano di localizzare il Non-Regno aprendo portali con il tè del viaggiatore. Così facendo apre portali per molti regni e accidentalmente apre quello del regno maledetto facendo fuggire il preminente. A quel punto P.I.X.A.L. deve rimandarla al regno dei defunti e combatte contro il preminente nella città. Dopo qualche difficoltà P.I.X.A.L. ha la meglio e rispedisce il preminente nel regno maledetto.

## Corruzione
In questo episodio viene raccontato come Zane è diventato imperatore di ghiaccio. La storia inizia con Vex che, amareggiato per non avere trovato la sua forma come gli altri del suo villaggio, è in cerca di vendetta contro di loro per averlo preso in giro e chiamato "il Senza-forma".
Camminando incontra Zane, che è arrivato nel Non-Regno dopo che è stato spedito da Aspheera. Zane si rifugia in una caverna, ma deve riavviarsi per un errore del suo sistema. Vex lo segue e capisce la potenza di Zane con la pergamena. Vex capisce che ha una grande possibilità di vendicarsi e quindi mentre Zane si riavvia gli stacca il filo che lo sta riavviando facendo perdere tutti i ricordi del suo passato.
Vex inganna Zane facendogli credere di essere l'Imperatore di Ghiaccio, sovrano del regno e che Vex è il suo fidato consigliere. Spinto da lui, Zane usa la Pergamena dello Spinjitzu Proibito per punire brutalmente i nemici di Vex e prende il controllo del Non-Regno togliendo Grimfax dal trono, e ponendo il regno sotto un inverno eterno.

## Una fragile speranza
Avendo scoperto la terribile verità sul destino di Zane Lloyd cerca di aiutarlo a ricordare la sua vera identità, ma Vex lo convince a credere che Lloyd sia un bugiardo. Lloyd viene quindi rinchiuso nelle segrete, dove incontra Kataru, il fratello di Akita che è stato tenuto prigioniero per molto tempo. Quando ogni speranza sembra persa, Grimfax li libera, avendo creduto alla storia di Lloyd e offrendosi di collaborare con loro. Nel frattempo, gli altri Ninja vengono attaccati dai lupi, ma prevalgono quando trovano il Land Bounty e lo riparano.

## Una volta per tutte
Nya, Jay, Cole e Kai affrontano Boreal, mentre Lloyd e i suoi nuovi alleati, Kataru e Grimfax, cercano di arrivare a Zane. Vex però li scopre. A quel punto Kataru e Grimfax cercano di trattenere Vex così Lloyd ha tempo per arrivare e affrontare l'Imperatore di Ghiaccio in persona.

## Risvegli
Akita, rimasta indietro dopo l'ultimo combattimento, arriva al palazzo capendo la situazione.
Lloyd cerca in tutti i modi di aiutare Zane a ritrovare i suoi ricordi. Zane piano piano ricorda che Vex ha cercato di depistarlo convincendolo di essere l'imperatore di ghiaccio. Zane alla fine ricorda il proprio passato grazie al ricordo di una sua foto con P.I.X.A.L. (a segno che l'amore vince sull'odio) e a una frase detta dal Dottor Julien, il suo creatore, sul suo scopo: proteggere chi non è in grado di difendersi da solo. Poi libera tutte le persone congelate. Akita vede Kataru, capisce che non è morto e si riunisce con lui.
Dopo che i ninja sono tutti riuniti tornano alla città di Ninjago grazie ad un portale aperto dall'anziana del villaggio con un frutto dell'albero del viaggiatore raccolto da Cole. Lloyd però ci entra all'ultimo momento perché viene trattenuto da Akita, che lo bacia per ringraziarlo di averle fatto trovare il fratello che credeva morto. Lì Zane si riconcilia con la sua amata P.I.X.A.L., che gli dice che anche lei lo ama.
L'episodio si conclude con la voce di Akita che dice che secondo il fratello non rivedrà mai più il suo adorato Lloyd, ma che lei continuerà sempre a crederci e spiega che l'ha lasciato tornare a Ninjago City solo perché sa che gli abitanti della città e gli altri ninja hanno bisogno di lui.